# Aposigalphus kiestyni
Aposigalphus kiestyni är en stekelart som beskrevs av Van Achterberg och Austin 1992. Aposigalphus kiestyni ingår i släktet Aposigalphus och familjen bracksteklar. Inga underarter finns listade i Catalogue of Life.